# Diocesi di Cork e Ross

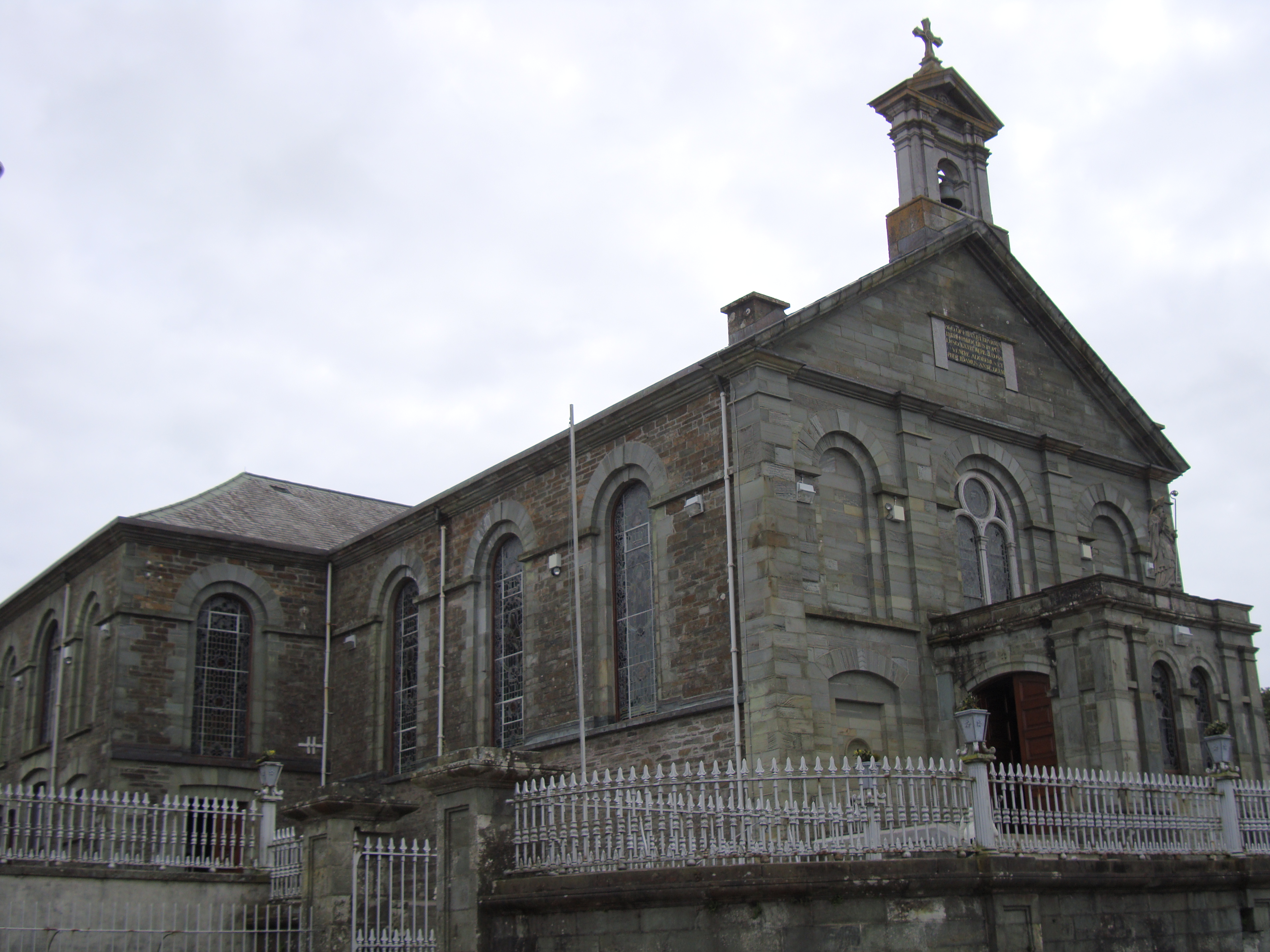
La concattedrale di San Patrizio a Skibbereen

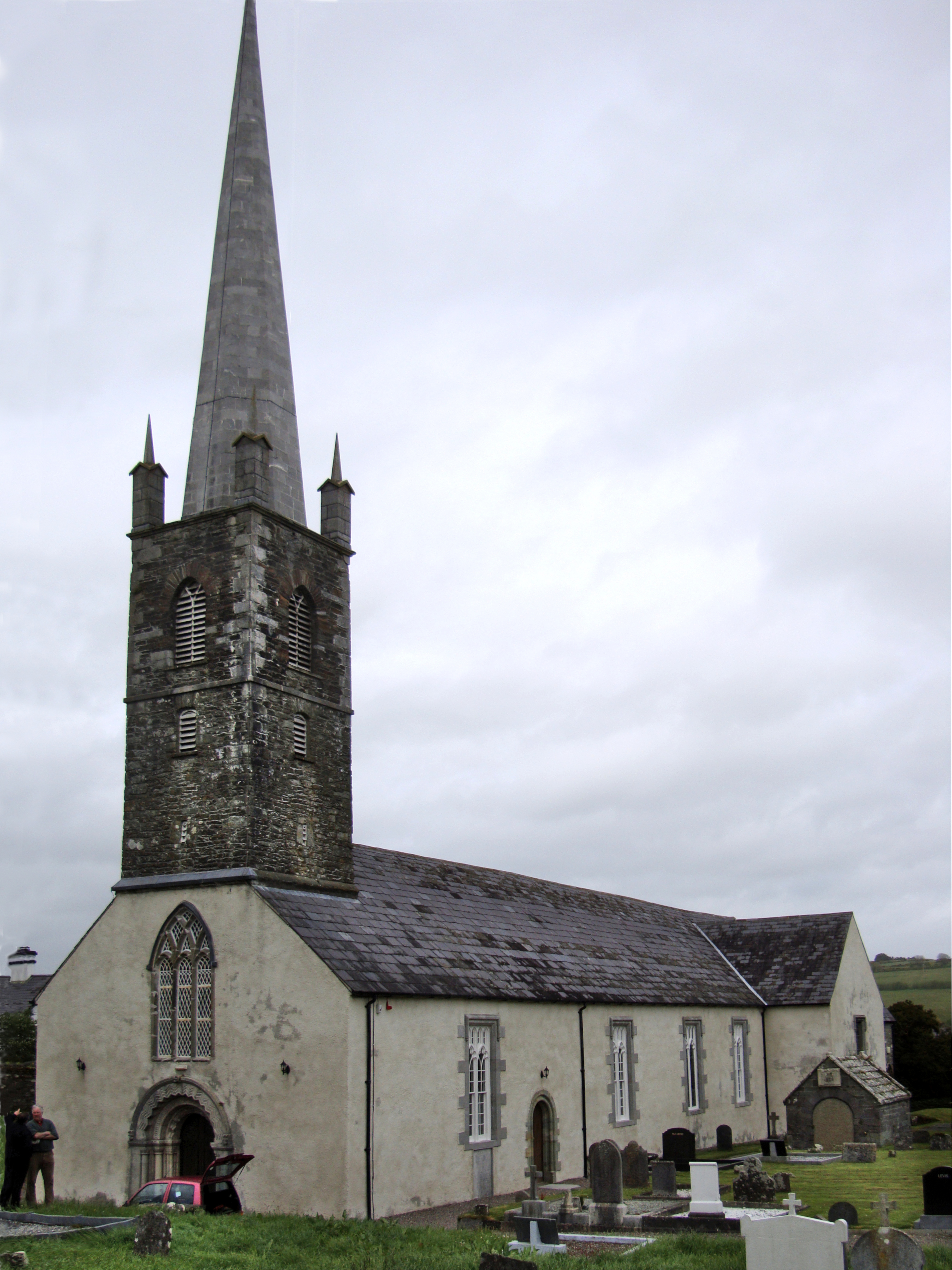
L'antica cattedrale della diocesi di Ross, in località Rosscarbery, ora chiesa anglicana

La diocesi di Cork e Ross (in latino Dioecesis Corcagiensis et Rossensis) è una sede della Chiesa cattolica in Irlanda suffraganea dell'arcidiocesi di Cashel e Emly. Nel 2021 contava 221.670 battezzati su 267.000 abitanti. È retta dal vescovo Fintan Gavin.

## Territorio
La diocesi si trova nell'estremo sud-ovest dell'Irlanda e comprende parte della contea di Cork.
Sede vescovile è la città di Cork, dove si trova la cattedrale di Santa Maria e Sant'Anna. A Skibbereen si trova la concattedrale di San Patrizio. A Rosscarbery sorge l'ex cattedrale di San Fachtna, sede dell'antica diocesi di Ross, oggi cattedrale appartenente alla Chiesa d'Irlanda.
Il territorio è suddiviso in 68 parrocchie.

## Storia
La diocesi di Cork deriva dal monastero fondato all'inizio del VII secolo da san Findbar nella palude all'estuario del fiume Lee, nel luogo ove oggi sorge la città di Cork.
Nel 1429 alla sede di Cork fu unita la diocesi di Cloyne.
Nel 1535, in seguito alla Riforma protestante, il vescovo di Cork e Cloyne fu privato del patrimonio vescovile.
Nel XVII secolo fu unita anche la diocesi di Ross.
Il 10 dicembre 1747 le sedi di Cloyne e Ross furono separate da Cork.
Il 27 dicembre 1850 la diocesi di Ross fu separata da Cloyne.
Le sedi di Cork e Ross furono unite il 19 aprile 1958.

## Cronotassi dei vescovi
Si omettono i periodi di sede vacante non superiori ai 2 anni o non storicamente accertati.

### Vescovi di Cork
- San Bair o Finbar † (circa 600 - 25 settembre 622 o 623 deceduto)
- San Nessan † ?
- Russin † (? - 7 aprile 685 deceduto)
- Selbach † (? - 773 deceduto)
- Cathmogan † (? - 961 deceduto)
- Columba MacCiarucain † (prima del 976 - 990 deceduto)
- Cellach O'Selbach † (? - 1026 deceduto)
- Neil O'Mailduib † (? - 1027 deceduto)
- Airtri Sairt † (? - 1028 deceduto)
- Cathal † (? - 1034 deceduto)
- Mugron O'Mutan † (? - 1057 deceduto)
- Clerech O'Selbaic † (? - 1085 o 1086 deceduto)
- MacLothod O'Hailgenan † (? - 1107 deceduto)
- Patrick O'Selback † (? - 1111 deceduto)
- Gilla Aeda O'Mughin, O.S.A. † (prima del 1152 - 1172 deceduto)
- Gregor † (1172 - circa 1186 deceduto)
- O'Selbaic † (? - 1205 deceduto)
- Marian O'Brien † (1205 - 20 giugno 1224 nominato arcivescovo di Cashel)
- Gilbert † (15 giugno 1225 - circa 1238 deceduto)
- Lawrence † (circa 1238 - 1264 deceduto)
- William de Jerepont, O.Cist. † (1265 - ?)
- Reginald † (1267 - dicembre 1276 deceduto)
- Robert MacDonagh, O.Cist. † (11 gennaio 1277 - 7 marzo 1301 deceduto)
- John O'Carroll † (12 giugno 1302 - 20 febbraio 1321 nominato vescovo di Meath)
- Philip de Slede, O.P. † (20 febbraio 1321 - 1326 deceduto)
- Walter le Rede † (20 marzo 1327 - 20 ottobre 1329 nominato arcivescovo di Cashel)
- John de Ballycomingham † (5 gennaio 1330 - 29 maggio 1347 deceduto)
- John Roche † (25 dicembre 1347 - 4 luglio 1358 deceduto)
- Gerald de Barry † (8 novembre 1362 - 4 gennaio 1393 deceduto)
- Roger Ellesmere † (3 dicembre 1395 - 1406 deceduto)
- Richard † (13 novembre 1406 - 1407 deceduto)
- Patrick Foxe † (14 ottobre 1409 - 15 dicembre 1417 nominato vescovo di Ossory)
- Milo Fitz-John † (1418 - ? deceduto)
- John † (25 maggio 1425 - ?)
- Adam Pay † (1429 - 1429 dimesso)
- Jordan † (15 giugno 1429 - dopo il 1434)
- John † (1442 - 1449 dimesso)
- Geraldo Geraldini † (31 gennaio 1463 - ?)
- William Roche † (26 ottobre 1472 - 1490 dimesso)
- Beato Thady MacCarthy † (21 aprile 1490 - 24 ottobre 1492 deceduto)
- Patrick Cantum † (15 febbraio 1499 - ?)
- John Edmund de Geraldinis † (26 giugno 1499 - 1521 deceduto)
- John Bennet † (28 gennaio 1523 - 1536 deceduto)
  - Sede vacante (1536-1540)
- Louis MacNamara, O.F.M. † (24 settembre 1540 - ? deceduto)
- John Hoyedon † (5 novembre 1540 - ? deceduto)
- Nicholas Lailes † (27 febbraio 1568 - circa 1574 deceduto)
- Edmund Tanner † (5 novembre 1574 - 4 giugno 1579 deceduto)
- Dermot McGrath † (12 ottobre 1580 - ?)
- William Therry † (24 gennaio 1622 - 1640 deceduto)
  - Sede vacante (1640-1647)
- Robert Barry † (8 aprile 1647 - 1666 ? deceduto)
  - Sede vacante (1666-1676)
- Peter Creagh † (13 maggio 1676 - 9 marzo 1693 nominato arcivescovo di Dublino)
- John Baptist Sleyne † (13 aprile 1693 - 16 febbraio 1712 deceduto)
- Donatus MacCarthy † (16 luglio 1712 - 1726 deceduto)
- Thaddy MacCarthy † (7 aprile 1727 - 20 agosto 1747 deceduto)
- Richard Walsh † (10 gennaio 1748 - 1763 deceduto)
- John Butler † (16 aprile 1763 - 3 giugno 1787 dimesso)
- Francis Moylan † (19 giugno 1787 - 10/15 febbraio 1815 deceduto)
- John Murphy † (21 febbraio 1815 - 1º aprile 1847 deceduto)
- William Delany † (9 luglio 1847 - 14 novembre 1886 deceduto)
- Thomas (Alphonsus) O'Callaghan, O.P. † (14 novembre 1886 succeduto - 14 giugno 1916 deceduto)
- Daniel Cohalan † (29 agosto 1916 - 24 agosto 1952 deceduto)
- Cornelius Lucey † (24 agosto 1952 succeduto - 19 aprile 1958 nominato vescovo di Cork e Ross)

### Vescovi di Ross
- San Fachnan † (circa 570 - ?)
- Benedict † (prima del 1172 - ?)
- Maurice I † (1190 - 1196 deceduto)
- Daniel † (circa 1197 - ?)
- Florence † (1210 - 1222 deceduto)
- Robert (o Richard) † (menzionato nel 1225)
- Malachias †
- Florence O'Cloghena † (? - 1252 dimesso)
- Maurice II † (2 marzo 1254 - 25 aprile 1265 dimesso)
- Walter O'Mitchian, O.F.M. † (1269 - dicembre 1274 dimesso)
- Peter O'Hullican † (1275 - 1290 deceduto)
- Lawrence † (1290 - 1309 deceduto)
- Matthew O'Fin † (1309 - 16 ottobre 1330 deceduto)
- Lawrence O'Holdecan † (30 aprile 1331 - 1335 deceduto)
- Dennis † (1336 - 1377 deceduto)
- Bernard O'Connor, O.F.M. † (3 febbraio 1378 - 1398 o 1399 nominato vescovo di Limerick)
- Peter Curreagh † (1398 o 1399 - 1399 nominato vescovo di Limerick)
- Stephen Brown, O.Carm. † (24 aprile 1399 - ? deceduto)
- Walter Formay, O.F.M † (14 novembre 1418 - ? deceduto)
- John Bloxvorch, O.Carm. † (24 settembre 1423 - ? deposto)
- Cornelius MacElcada, O.F.M. † (14 agosto 1426 - 1448 deceduto)
- Donald O'Donnawin † (4 novembre 1448 - ? deceduto)
- Odo Okedersgoyl † (24 marzo 1474 - 1494 deceduto)
  - Beato Thady MacCarthy † (29 marzo 1482 - dopo il 1488) (illegittimo)
- John Edmund de Courcy, O.F.M. † (26 settembre 1494 - 24 marzo 1517 dimesso)
- John O'Murily, O.Cist. † (4 novembre 1517 - ? deceduto)
- Thady Orrelle, O.F.M. † (24 dicembre 1519 - ? deceduto)
- Dermod MacDonnell, O.E.S.A. † (6 giugno 1526 - 1552 deceduto)
- Maurice Ophilius, O.F.M. † (12 gennaio 1554 - ? deceduto)
- Maurice Hega † (7 novembre 1559 - ? deceduto)
- Thomas O'Herlihy † (17 dicembre 1561 - 1580 deceduto)
- Bonaventura, O.F.M.Obs. † (20 agosto 1582 - ? deceduto)
  - Sede vacante (?-1647)
- Boetius MacEgan † (11 marzo 1647 - maggio 1650 deceduto)
  - Sede unita a Cork (circa 1650-1747)
  - Sede unita a Cloyne (1747-1849)
- William Keane † (27 dicembre 1850 - 15 maggio 1857 nominato vescovo di Cloyne)
- Michael O'Hea † (11 dicembre 1857 - 18 dicembre 1876 deceduto)
- William Fitzgerald † (7 settembre 1877 - 24 novembre 1896 deceduto)
- Denis Kelly † (29 marzo 1897 - 18 aprile 1924 deceduto)
- James J. Roche † (31 marzo 1926 - 26 giugno 1931 nominato vescovo coadiutore di Cloyne[2])
- Patrick Casey † (22 giugno 1935 - 19 settembre 1940 deceduto)
- Denis J. Moynihan † (5 luglio 1941 - 10 febbraio 1952 nominato vescovo di Kerry)
  - Sede vacante (1952-1958)[3]

### Vescovi di Cork e Ross
- Cornelius Lucey † (19 aprile 1958 - 23 agosto 1980 ritirato)
- Michael Murphy † (23 agosto 1980 succeduto - 7 ottobre 1996 deceduto)
- John Buckley (19 dicembre 1997 - 8 aprile 2019 ritirato)
- Fintan Gavin, dall'8 aprile 2019

## Statistiche
La diocesi nel 2021 su una popolazione di 267.000 persone contava 221.670 battezzati, corrispondenti all'83,0% del totale.
| anno | popolazione | popolazione | popolazione | presbiteri | presbiteri | presbiteri | presbiteri                | diaconi | religiosi | religiosi | parrocchie |
| anno | battezzati  | totale      | %           | numero     | secolari   | regolari   | battezzati per presbitero | diaconi | uomini    | donne     | parrocchie |
| ---- | ----------- | ----------- | ----------- | ---------- | ---------- | ---------- | ------------------------- | ------- | --------- | --------- | ---------- |
| 1950 | 167.200     | 175.200     | 95,4        | 266        | 146        | 120        | 628                       |         | 120       | 878       | 35         |
| 1970 | 195.079     | 205.878     | 94,8        | 332        | 182        | 150        | 587                       |         | 350       | 1.100     | 50         |
| 1980 | 246.400     | 258.000     | 95,5        | 296        | 179        | 117        | 832                       |         | 237       | 860       | 54         |
| 1990 | 230.000     | 240.000     | 95,8        | 310        | 180        | 130        | 741                       |         | 203       | 810       | 68         |
| 1999 | 215.500     | 228.000     | 94,5        | 296        | 152        | 144        | 728                       |         | 214       | 697       | 68         |
| 2000 | 215.500     | 225.000     | 95,8        | 290        | 155        | 135        | 743                       |         | 200       | 690       | 68         |
| 2001 | 215.500     | 225.000     | 95,8        | 288        | 147        | 141        | 748                       |         | 201       | 675       | 68         |
| 2002 | 215.500     | 225.000     | 95,8        | 285        | 148        | 137        | 756                       |         | 192       | 655       | 68         |
| 2003 | 215.500     | 225.000     | 95,8        | 277        | 147        | 130        | 777                       |         | 180       | 640       | 68         |
| 2004 | 215.500     | 225.000     | 95,8        | 271        | 146        | 125        | 795                       |         | 165       | 680       | 68         |
| 2006 | 220.000     | 240.000     | 91,7        | 287        | 162        | 125        | 766                       |         | 161       | 580       | 68         |
| 2013 | 243.900     | 264.200     | 92,3        | 135        | 135        |            | 1.806                     |         | 23        | 218       | 68         |
| 2016 | 238.700     | 261.200     | 91,4        | 140        | 134        | 6          | 1.705                     |         | 25        | 155       | 68         |
| 2019 | 227.900     | 263.250     | 86,6        | 109        | 109        |            | 2.090                     | 2       | 16        | 122       | 68         |
| 2021 | 221.670     | 267.000     | 83,0        | 107        | 107        |            | 2.071                     | 3       | 10        | 70        | 68         |

### Per la sede di Cork
- (EN) Diocese of Cork, in Catholic Encyclopedia, New York, Encyclopedia Press, 1913.
- (FR)  Felim O'Brien, v. Cork, «Dictionnaire d'Histoire et de Géographie ecclésiastiques», vol. XIII, Paris, 1956, coll. 880-882
- (EN)  The united dioceses of Cork and Cloyne, in «The irish ecclesiastical record», 1865, pp. 311–322
- (LA)  Pius Bonifacius Gams, Series episcoporum Ecclesiae Catholicae, Leipzig, 1931, vol. I, pp. 214–215; vol. II, p. 66
- (LA)  Konrad Eubel, Hierarchia Catholica Medii Aevi, vol. 1, pp. 211–212; vol. 2, pp. XXI, 137; vol. 3, p. 179; vol. 4, p. 163; vol. 5, pp. 171–172; vol. 6, p. 182
- (EN)  Henry Cotton, The Succession of the Prelates and Members of the Cathedral Bodies of Ireland. Fasti ecclesiae Hiberniae, Vol. 1, The Province of Munster, Dublin, Hodges and Smith, 1847, pp. 177–182
- (EN)  William Maziere Brady, Episcopal Succession in England, Ireland, and Scotland A.D. 1400 to 1875, vol. II, Rome, 1876, pp. 78–99

### Per la sede di Ross
- (EN)  Diocesi di Ross su Catholic-Hierarchy.org.
- (EN)  Diocesi di Ross su GCatholic.org.
- (EN) Diocese of Ross, in Catholic Encyclopedia, New York, Encyclopedia Press, 1913.
- (LA)  Pius Bonifacius Gams, Series episcoporum Ecclesiae Catholicae, Leipzig, 1931, vol. I, pp. 213–214; vol. II, pp. 65–66
- (LA)  Konrad Eubel, Hierarchia Catholica Medii Aevi, vol. 1, p. 425; vol. 2, pp. XIX, 225; vol. 3, p. 287; vol. 4, p. 297
- (EN)  Henry Cotton, The Succession of the Prelates and Members of the Cathedral Bodies of Ireland. Fasti ecclesiae Hiberniae, Vol. 1, The Province of Munster, Dublin, Hodges and Smith, 1847, pp. 237–241
- (EN)  William Maziere Brady, Episcopal Succession in England, Ireland, and Scotland A.D. 1400 to 1875, vol. II, Rome, 1876, pp. 106–115